# 474640 Alicanto
474640 Alicanto è un oggetto transnettuniano. Scoperto nel 2004, presenta un'orbita caratterizzata da un semiasse maggiore pari a 331,9046613 au e da un'eccentricità di 0,8575300, inclinata di 25,57195° rispetto all'eclittica.